# ネオピリナ
ネオピリナ（学：Neopilina）は、単板綱（学：Monoplacophora）のネオピリナ目に属する軟体動物の総称。

## 解説

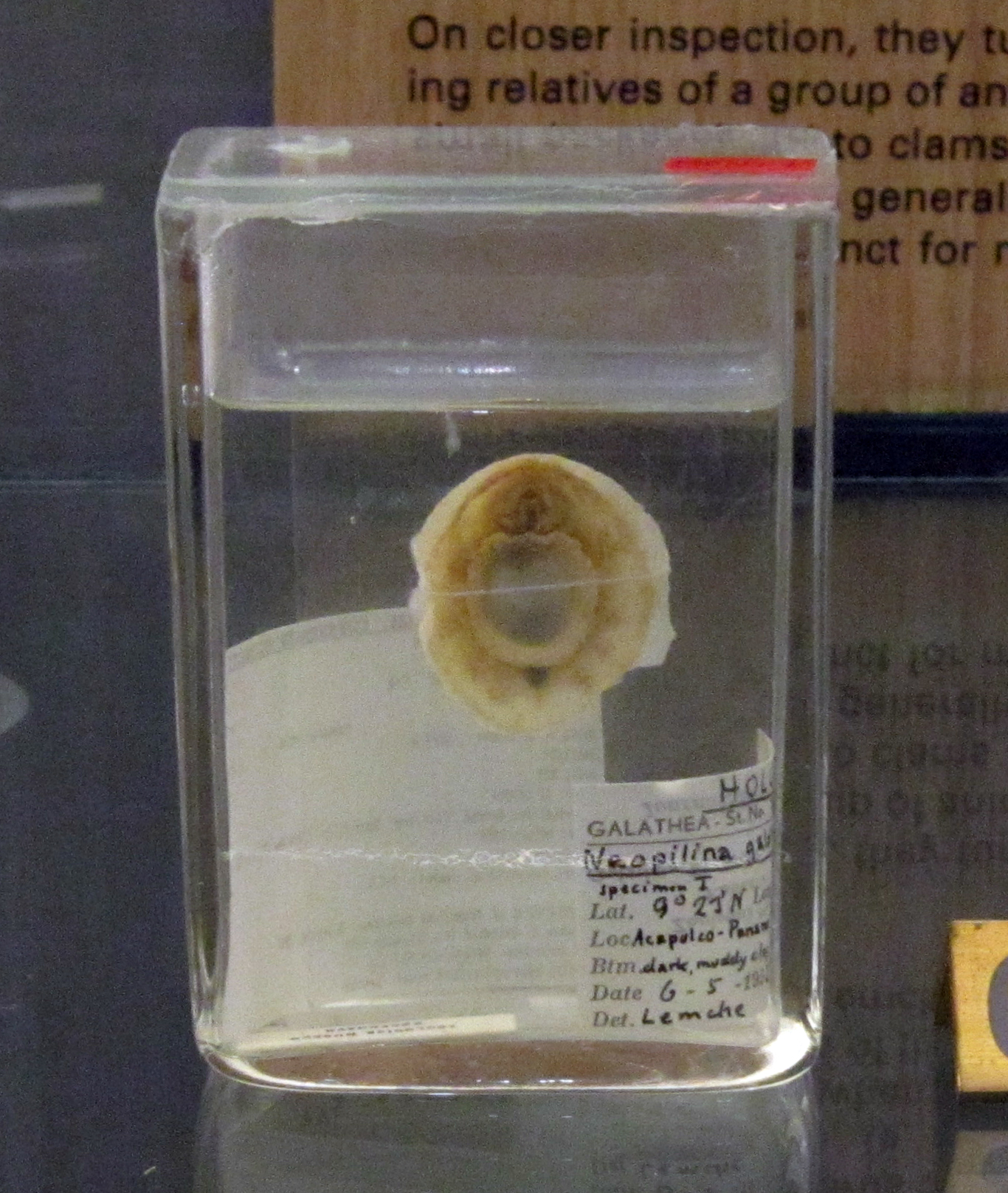
ネオピリナ
（コペンハーゲン大学動物学博物館）

楕円形で笠形の貝殻を持ち、体調は2~37mm程度。
ネオピリナの名前の由来は、古生代のピリナ類（学：Pilina）に関連していて、「新しいピリナ」としてつけられた。
化石としては多くの種が「単板類」として記載されている。特に、古生代の様々な一枚殻型の貝類が単板類と呼ばれている。現生のネオピリナ類を含む狭義の単板類に対しては、混乱を避けるためにMonoplacophoraではなくTryblidiidaという名称が用いられている。この名前は化石属のTryblidiumに由来している。
単板綱の仲間の、鰓、収足筋、排出器官の数は分類郡によって異なり3~8対二変化する。また、心房や生殖巣も2対ある。
これらの繰り返し構造を体節構造の名残と解釈する見方もあったが、各器官の位置関係が対応していないために体節構造とはみなせないとされている。また、神経系ははしご型の構造を取っていて、無板類や多板類と同様の構造を取っている。